# آم نور (كيبك)
آم نور (بالإنجليزية: Ham-Nord, Quebec)‏ هي بلدية محلية في كيبيك تقع في كندا في Arthabaska Regional County Municipality. يقدر عدد سكانها بـ 832 نسمة ومساحتها 103.50 كم2 .